# The Dr. Oz Show
The Dr. Oz Show é um programa de auditório americano exibido pela Sony Entertainment Television e apresentado pelo doutor em medicina Mehmet Öz desde 14 de setembro de 2009 até 14 de janeiro de 2022.
O programa estreou no Brasil no dia 17 de maio de 2010 pelo canal Fox Life.

## História
O programa estreou no dia 14 de setembro de 2009, e co-produzido pela Harpo Productions pertencente a Oprah Winfrey, e distribuído pela Sony Pictures Television Distribution é a segunda série de Oprah, e marca a primeira vez que a empresa Winfrey faz uma parceria com outro estúdio fora da atual CBS Television Distribution, que co-produz sua série como outras séries (supostamente porque a série Dr. Oz concorre diretamente com o Dr. Phil spinoff de The Doctors). O programa é gravado no Studio 6A (Estúdio 6A) no NBC Studios em Nova Iorque. que é mais conhecida como a casa de Late Night with David Letterman (programa apresentado por David Letterman) de 1982 a 1993 e Late Night with Conan O'Brien (programa apresentado por Conan O'Brien) de 1993 a 2009. A primeira temporada foi nomeada para um Emmy como "Melhor talk show informativo", e Doctor Öz levou para casa um Emmy de "Melhor apresentador de talk show". O program foi renovado para uma terceira temporada e lançou em 12 de setembro de 2011 com um novo estúdio.

## Prêmios
Em 2010, The Dr. Oz Show foi nomeado no GLAAD Media Awards na indicação de "Excelente episódio talk show" no episódio "The Science of Intersex" ("A Ciência do Intersexo") durante o 21st GLAAD Media Awards.

## Transmissões
O programa teve mais de 80% dos intervalos de tempo previamente ocupadas pelo The Oprah Winfrey Show para 3ª temporada. Em Portugal, o programa é exibido no canal SIC Mulher, que também exibe o talk show Dr. Phil. Na Costa Rica o programa é exibido pelo canal Teletica Canal 7. Na Eslováquia vai ao ar no canal POP BRIO nas manhãs de fim de semana. Em Singapura vai ao ar no canal MediaCorp Channel 5. Na Malásia vai ao ar no canal TV Alhijrah. Na Polônia é exibido pelo canal Polsat durante a semana ao meio dia.